# Mario Aburto Martínez
Mario Aburto Martínez (Zamora, Michoacán, 3 de octubre de 1970) es un obrero mexicano conocido por asesinar a Luis Donaldo Colosio, candidato del PRI a la Presidencia de México, tras finalizar un evento proselitista el 23 de marzo de 1994, en el barrio de Lomas Taurinas en Tijuana, Baja California.

## Teorías conspirativas sobre su figura
Distintas versiones han afirmado que Mario Aburto Martínez fue sustituido por otra persona, dadas ciertas diferencias entre el Mario Aburto detenido en Lomas Taurinas y el Aburto preso en Almoloya, como la estatura. Cuando fue remitido a prisión, el 23 de marzo, se especificó que la estatura era de 1,64 m y el perfil de la PGR dice que mide 1,70 m; otros cambios son los rasgos visibles de la nariz y la forma del cráneo, que no concuerdan con las primeras fotografías del sujeto, incluidas en el primer informe de la PGR.[cita requerida]
Dentro de las versiones de una conspiración se establece que fue enviado por el presidente Carlos Salinas de Gortari, otras versiones menos aceptadas son que Manuel Camacho Solís es el autor intelectual del hecho; otra versión es que el narcotráfico se vio amenazado por Colosio, enviando a un sicario a cometer el asesinato.[cita requerida]
Carlos Salinas de Gortari ha pasado al vox populi o imaginario colectivo, como el autor intelectual del asesinato, incluso por encima de Mario Aburto, quien es visto como un chivo expiatorio del magnicidio.[cita requerida]
Nada ha sido comprobado, sin embargo, cuando la viuda de Colosio, Diana Laura Riojas Reyes, yacía convaleciente en el hospital, debido a su cáncer terminal, rechazó la visita de Salinas. A petición de la viuda, Manuel Camacho fue sacado del sepelio. Sin embargo, el padre de Colosio, Luis Colosio Fernández, exoneró de toda sospecha a Carlos Salinas y a Manuel Camacho.[cita requerida]
Lo cierto es que ninguno de los fiscales especializados tuvo la voluntad de demostrar a ciencia cierta todas y cada una de las líneas de investigación, por lo que Mario Aburto Martínez fue declarado penalmente responsable del homicidio de Luis Donaldo Colosio Murrieta.[cita requerida]

## Sentencia
Mario Aburto fue declarado culpable en 1995 del homicidio de Luis Donaldo Colosio Murrieta, y condenado a 45 años de prisión, sin embargo presentó una apelación y la sentencia le fue reducida a 42 años en la cárcel. Finalmente, tras promover un juicio de amparo, el 16 de diciembre de 2004 un tribunal unitario, con sede en Toluca, Estado de México, le sentenció a 45 años de prisión, que purga actualmente en el Centro Federal de Readaptación Social de Puente Grande, Jalisco.
En virtud de la legislación mexicana aplicable a la fecha de cometido el delito por el que fue sentenciado y a los beneficios que ésta otorga por buena conducta, trabajo, estudios, entre otros, pudo alcanzar la libertad condicional en el año 2014, al cumplir 20 años preso. En 2012 fue trasladado al CEFERESO # 6 en Huimanguillo, Tabasco. Mario Aburto Martínez ha decidido que no solicitará el amparo de beneficio, ya que su familia no se encuentra en el país.
En marzo de 2023, un juez federal otorgó un amparo a Mario Aburto, quien acusa a la FGR de haberlo torturado. Sin embargo, la FGR no encontró evidencia de que Aburto haya sido torturado.

## En la cultura popular
- Película de ficción de Carlos Bolado Colosio: El asesinato.
- Serie de televisión de Netflix Historia de un crimen: Colosio.
- Serie documental de Netflix, 1994, acerca de distintos hechos ocurridos en México durante 1994, entre ellos el asesinato de Luis Donaldo Colosio.